# Hume Cronyn
unknown value
Hume Cronyn, född 18 juli 1911 i London, Ontario, död 15 juni 2003 i Fairfield, Connecticut, var en kanadensisk skådespelare och manusförfattare.
Cronyn debuterade på Broadway 1934. Han filmdebuterade 1942 i Alfred Hitchcocks Skuggan av ett tvivel. Cronyn hade en lång och framgångsrik karriär inom såväl filmen som teatern, och var särskilt bra på att spela "helt vanliga" människor. Han nominerades till en Oscar för bästa manliga biroll 1945 för sin roll i Det sjunde korset. Han tilldelades även tre Emmy Awards.
Han var son till en välkänd kanadensisk politiker, Hume Blake Cronyn. Hume Cronyn gifte sig 1942 med skådespelaren Jessica Tandy. De var gifta till hennes död 1994. 1996 gifte han sig med författaren Susan Cooper.

## Utmärkelser
Asteroiden 12050 Humecronyn är uppkallad efter honom.

## Filmografi i urval
- 1943 – Skuggan av ett tvivel
- 1944 – Livbåt
- 1944 – Det sjunde korset
- 1946 – De gröna åren
- 1946 – Vilse
- 1947 – Med våldets rätt
- 1948 – Repet (manus)
- 1951 – Vad ska folk säja?
- 1956 och 1958 - Alfred Hitchcock presenterar (gästroll i TV-serie)
- 1963 – Cleopatra
- 1970 – Det var en gång en skurk...
- 1974 – Sista vittnet
- 1982 – Garp och hans värld
- 1985 – Brewsters miljoner
- 1985 – Cocoon – djupets hemlighet
- 1987 – Miraklet på 8:e gatan
- 1988 – Cocoon – återkomsten
- 1993 – Pelikanfallet
- 1996 – Marvins döttrar